# Hugo von Mohl
Hugo von Mohl (ur. 8 kwietnia 1805 w Stuttgarcie, zm. 1 kwietnia 1872 w Tybindze) – botanik niemiecki, profesor uniwersytecki w Bernie i Tybindze, specjalizował się w badaniach nad budową i fizjologią komórek roślinnych, sklasyfikował tkanki roślinne na podstawie ich pochodzenia, wprowadził termin „protoplazma” dla określenia żywej zawartości komórki i jako pierwszy wyjaśnił zjawisko osmozy.

## Życiorys
Hugo von Mohl urodził się 8 kwietnia 1805 roku w Stuttgarcie . Jego ojciec Benjamin Ferdinand von Mohl (1766–1845) był prawnikiem i politykiem . Jego starszymi braćmi byli Robert von Mohl (1799–1875), Julius Mohl (1800–1876) i Moritz Mohl (1802–1888) .
Po ukończeniu gimnazjum w rodzinnym mieście studiował medycynę na uniwersytecie w Tybindze (1823-1828) . W 1827 roku opublikował traktat Über den Bau und das Winden der Ranken und Schlingpflanzen, a jego rozprawa doktorska dotyczyła porów komórek roślinnych . 
Po studiach przebywał w Monachium . W 1831 roku uzyskał nominację na adiunkta cesarskiego ogrodu botanicznego w Petersburgu, której nie przyjął, akceptując posadę profesora fizjologii w Bernie (1832) . 
W 1835 roku powrócił na uniwersytet w Tybindze, obejmując profesurę botaniki . W Tybindze, gdzie pracował do końca życia, przyczynił się do utworzenia pierwszego na terenie Niemiec wydziału nauk przyrodniczych w 1863 roku i został jego pierwszym dziekanem . 
Von Mohl jako pierwszy zaobserwował zjawisko podziału komórek, najpierw u gałęzatek (1835), a następnie w aparatach szparkowych roślin kwiatowych (1838) . Jego obserwacje potwierdzili inni uczeni, m.in. Franz Unger (1800–1870), Wilhelm Hofmeister (1824–1877) i Carl Wilhelm von Nägeli (1817–1891) . Obaliło to teorię Matthiasa Jacoba Schleidena (1804–1881), który uogólnił rzadki przypadek powstawania wolnych komórek podczas tworzenia się bielma i postulował, że komórki powstają ze śluzowatej masy, w której wokół każdego jądra komórkowego powstaje błona komórkowa . Von Mohl udowodnił również, że włókna roślinne składają się z różnych typów komórek . Sklasyfikował tkanki roślinne na podstawie ich pochodzenia . Wyjaśnił także powstawanie i budowę aparatów szparkowych .
W 1843 roku założył wraz z Diederichem von Schlechtendalem (1794–1866) czasopismo naukowe „Botanische Zeitung”, które współredagował do 1872 roku . W 1843 roku w uznaniu zasług został odznaczony Orderem Korony Wirtemberskiej  .
W 1846 roku wprowadził termin „protoplazma” dla określenia żywej zawartości komórki . Odróżnił protoplazmę od wakuoli, błony komórkowej i ściany komórkowej. W 1851 roku postulował, że wtórne ściany komórek roślinnych mają strukturę włóknistą . Jako pierwszy wyjaśnił zjawisko osmozy . Zajmował się również konstrukcją mikroskopów i w 1846 roku opublikował Mikrographie, Oder Anleitung Zur Kenntnis Und Zum Gebrauche Des Mikroskops .
W 1853 roku otrzymał Bawarski Order Maksymiliana za Naukę i Sztukę . Zmarł nagle 1 kwietnia 1872 roku w Tybindze . 

## Publikacje
Wyniki swoich badań von Mohl przedstawiał w formie artykułów zamieszczanych w czasopismach, publikując przede wszystkim we współredagowanej przez siebie „Botanische Zeitung” . Do historii naturalnej palm – Historia naturalis Palmarum (1823–1850) Carla Friedricha Philippa von Martiusa (1794–1868) napisał rozdział o anatomii pni palmowych . Neue Deutsche Biographie wymienia jego następujące publikacje :
- 1827 – Über den Bau und das Winden der Ranken und Schlingpflanzen
- 1834 – Bau und Formen der Pollenkörner
- 1845 – Vermischte Schriften botanischen Inhalts
- 1846 – Mikrographie, Oder Anleitung Zur Kenntnis Und Zum Gebrauche Des Mikroskops
- 1851 – Grundzüge der Anatomie und Physiologie der Zelle

## Członkostwa
- 1832 – członek Niemieckiej Akademii Przyrodników Leopoldina[10]
- 1835 – członek Bawarskiej Akademii Nauk[8]
- 1838 – członek korespondencyjny Francuskiej Akademii Nauk[11]
- 1847 – członek korespondencyjny Pruskiej Akademii Nauk[12]
- 1854 – członek korespondencyjny Rosyjskiej Akademii Nauk[13]
- 1857 – honorowy członek zagraniczny Amerykańskiej Akademii Sztuk i Nauk[14]
- 1861 – członek Akademii Nauk w Getyndze[15]
- 1868 – członek zagraniczny Royal Society[16]

## Odznaczenia
- 1843 – Order Korony Wirtemberskiej
- 1853 – Bawarski Order Maksymiliana za Naukę i Sztukę

## Upamiętnienie
Na cześć von Mohla nazwano jeden z rodzajów szkarłatkowatych – Mohlana Martius (Phytolaccaceae).